# Vainionora americana
Vainionora americana är en lavart som beskrevs av Kalb, Tønsberg & Elix. Vainionora americana ingår i släktet Vainionora och familjen Lecanoraceae.   Inga underarter finns listade i Catalogue of Life.